# Brachydiplax farinosa
Brachydiplax farinosa – gatunek ważki z rodziny ważkowatych (Libellulidae).